# ویلیام ئی. کرو
ویلیام ئی. کلاغ (به انگلیسی: William E. Crow) سناتور سابق عضو حزب جمهوری‌خواه ایالات متحده آمریکا بود. وی در سال ۱۹۲۱ تا ۱۹۲۲ میلادی سناتور ایالت پنسیلوانیا در سنای ایالات متحده آمریکا بود.